# 안도라 공동공 목록
다음은 역대 안도라 공동공을 목록화 한 내용이다.
| 스페인측 공                                                               | 재위               | 프랑스측 공                                         | 재위               |
| ------------------------------------------------------------------------- | ------------------ | --------------------------------------------------- | ------------------ |
| 우르젤 주교                                                               | 우르젤 주교        | 푸아 백작                                           | 푸아 백작          |
| 우르젤 주교                                                               | 우르젤 주교        | 푸아가                                              |                    |
| 페레 두르특스                                                             | 1278–1293          | 로제 베르나르 3세                                   | 1278–1302          |
| 구일렘 데 몽카다                                                          | 1295–1308          | 로제 베르나르 3세                                   | 1278–1302          |
| 구일렘 데 몽카다                                                          | 1295–1308          | 푸아베른가                                          |                    |
| 구일렘 데 몽카다                                                          | 1295–1308          | 가스통 1세                                          | 1302–1315          |
| 라몬 트레바일라                                                           | 1309–1326          | 가스통 1세                                          | 1302–1315          |
| 라몬 트레바일라                                                           | 1309–1326          | 가스통 2세                                          | 1315–1343          |
| 아르나우 데 로르다                                                        | 1326–1341          | 가스통 2세                                          | 1315–1343          |
| 페레 데 나르보나                                                          | 1341–1347          | 가스통 2세                                          | 1315–1343          |
| 페레 데 나르보나                                                          | 1341–1347          | 가스통 3세 페뷔스                                   | 1343–1391          |
| 니콜라우 카포치                                                           | 1348–1351          | 가스통 3세 페뷔스                                   | 1343–1391          |
| 후고 데스바흐                                                             | 1351–1361          | 가스통 3세 페뷔스                                   | 1343–1391          |
| 구일렘 아르나우 데 파타우                                                 | 1362–1364          | 가스통 3세 페뷔스                                   | 1343–1391          |
| 페레 데 루나                                                              | 1365–1370          | 가스통 3세 페뷔스                                   | 1343–1391          |
| 베렝구에르 데릴 이 데 팔라르스                                            | 1371–1388          | 가스통 3세 페뷔스                                   | 1343–1391          |
| 갈체란드 데 빌라노바                                                      | 1388–1396          | 가스통 3세 페뷔스                                   | 1343–1391          |
| 갈체란드 데 빌라노바                                                      | 1388–1396          | 마티외                                              | 1391–1396          |
| 제1차 아라곤 합병기 안도라가 1396년 아라곤 연합왕국에 일시 합병됨         |                    |                                                     |                    |
| 우르젤 주교 (복위)                                                        | 우르젤 주교 (복위) | 푸아 백작 (복위)                                    | 푸아 백작 (복위)   |
| 우르젤 주교 (복위)                                                        | 우르젤 주교 (복위) | 푸아베른가 (복위)                                   |                    |
| 갈체란드 데 빌라노바 (복위)                                               | 1396–1415          | 마티외 (복위)                                       | 1396–1398          |
| 갈체란드 데 빌라노바 (복위)                                               | 1396–1415          | 이자벨                                              | 1398–1413          |
| 갈체란드 데 빌라노바 (복위)                                               | 1396–1415          | 푸아그레일리가                                      |                    |
| 갈체란드 데 빌라노바 (복위)                                               | 1396–1415          | 장 1세                                              | 1413–1436          |
| 프란체스크 데 토비아                                                      | 1416–1436          | 장 1세                                              | 1413–1436          |
| 프란체스크 데 토비아                                                      | 1416–1436          | 가스통 4세                                          | 1436–1472          |
| 아르나우 로게르 데 팔라르스                                               | 1437–1461          | 가스통 4세                                          | 1436–1472          |
| 하우메 데 카르도나 이 데 간디아                                           | 1462–1466          | 가스통 4세                                          | 1436–1472          |
| 로데릭 데 보르자 이 에스크리바                                            | 1467–1472          | 가스통 4세                                          | 1436–1472          |
| 페레 데 카르도나                                                          | 1472–1512          | 나바라 국왕                                         | 나바라 국왕        |
| 페레 데 카르도나                                                          | 1472–1512          | 프랑수아 페뷔스                                     | 1472–1483          |
| 페레 데 카르도나                                                          | 1472–1512          | 카트린                                              | 1483–1512          |
| 제2차 아라곤 합병기 안도라가 1512년-1513년 아라곤 연합왕국에 일시 합병됨. |                    |                                                     |                    |
| 우르젤 주교 (복위)                                                        | 우르젤 주교 (복위) | 나바라 국왕 (복위)                                  | 나바라 국왕 (복위) |
| 우르젤 주교 (복위)                                                        | 우르젤 주교 (복위) | 푸아그레일리가 (복위)                               |                    |
| Pere de Cardona (복위)                                                    | 1513–1515          | 카트린 (복위)                                       | 1513–1517          |
| 주안 데스페스                                                             | 1515–1530          | 카트린 (복위)                                       | 1513–1517          |
| 주안 데스페스                                                             | 1515–1530          | 알브레가                                            |                    |
| 주안 데스페스                                                             | 1515–1530          | 앙리 2세                                            | 1517–1555          |
| 페드로 호르다 데 우리에스                                                 | 1532–1533          | 앙리 2세                                            | 1517–1555          |
| 프란체스크 데 우리에스                                                    | 1534–1551          | 앙리 2세                                            | 1517–1555          |
| 미쿠엘 데스푸이그                                                         | 1552–1556          | 앙리 2세                                            | 1517–1555          |
| 미쿠엘 데스푸이그                                                         | 1552–1556          | 잔                                                  | 1555–1572          |
| 주안 페레스 가르시아 데 올리반                                            | 1556–1560          | 잔                                                  | 1555–1572          |
| 페렐 데 카스텔레트                                                        | 1561–1571          | 잔                                                  | 1555–1572          |
| 주안 디마스 로리스                                                        | 1572–1576          | 부르봉가                                            | 부르봉가           |
| 주안 디마스 로리스                                                        | 1572–1576          | 앙리 3세                                            | 1572–1610          |
| 미쿠엘 헤로니 모렐                                                        | 1577–1579          | 앙리 3세                                            | 1572–1610          |
| 후고 암브로스 데 몽카다                                                   | 1580–1586          | 앙리 3세                                            | 1572–1610          |
| 안드레우 카펠라                                                           | 1587–1609          | 앙리 3세                                            | 1572–1610          |
| 페르나트 데 살바 이 데 살바                                               | 1610–1620          | 루이 2세                                            | 1610–1620          |
| 루이스 디에스 아욱스 데 아르멘다리스                                      | 1621–1627          | 프랑스 국왕                                         | 프랑스 국왕        |
| 루이스 디에스 아욱스 데 아르멘다리스                                      | 1621–1627          | 루이 13세                                           | 1620–1643          |
| 안토니 페레스                                                             | 1627–1633          | 루이 13세                                           | 1620–1643          |
| 파우 두란                                                                 | 1634–1651          | 루이 13세                                           | 1620–1643          |
| 파우 두란                                                                 | 1634–1651          | 루이 14세                                           | 1643–1715          |
| 주안 마누엘 데 에스피노사                                                 | 1655–1663          | 루이 14세                                           | 1643–1715          |
| 멜키오르 팔라우 이 보스카                                                 | 1664–1670          | 루이 14세                                           | 1643–1715          |
| 페레 데 코폰스 이 데 테익시도르                                           | 1671–1681          | 루이 14세                                           | 1643–1715          |
| 주안 데스바흐 마르토렐                                                    | 1682–1688          | 루이 14세                                           | 1643–1715          |
| 올레구에르 데 몬트세라트 루페트                                           | 1689–1694          | 루이 14세                                           | 1643–1715          |
| 훌리아 카노 테바르                                                        | 1695–1714          | 루이 14세                                           | 1643–1715          |
| 시메오 데 구인다 이 아페스테구이                                          | 1714–1737          | 루이 14세                                           | 1643–1715          |
| 시메오 데 구인다 이 아페스테구이                                          | 1714–1737          | 루이 15세                                           | 1715–1774          |
| 호르디 쿠라도 이 토레블랑카                                               | 1738–1747          | 루이 15세                                           | 1715–1774          |
| 세바스티아 데 빅토리아 엠파란 이 로욜라                                   | 1747–1756          | 루이 15세                                           | 1715–1774          |
| 프란체스크 호세프 카탈란 데 오콘                                          | 1757–1762          | 루이 15세                                           | 1715–1774          |
| 프란체스크 페르난데스 데 하티바 이 콘트레라스                             | 1763–1771          | 루이 15세                                           | 1715–1774          |
| 호아킨 데 산티얀 이 발디비엘소                                            | 1772–1779          | 루이 15세                                           | 1715–1774          |
| 호아킨 데 산티얀 이 발디비엘소                                            | 1772–1779          | 루이 16세                                           | 1774–1792          |
| 후안 데 가르시아 이 몬테네그로                                            | 1780–1783          | 루이 16세                                           | 1774–1792          |
| 호세프 데 볼타스                                                          | 1785–1795          | 루이 16세                                           | 1774–1792          |
| 호세프 데 볼타스                                                          | 1785–1795          | 프랑스 제1공화국 프랑스측, 안도라 대공위 포기 선언. |                    |
| 프란체스크 안토니 데 라 두에냐 이 시스네로스                              | 1797–1816          |                                                     |                    |
| 프란체스크 안토니 데 라 두에냐 이 시스네로스                              | 1797–1816          | 프랑스인의 황제                                     |                    |
| 프란체스크 안토니 데 라 두에냐 이 시스네로스                              | 1797–1816          | 보나파르트가                                        |                    |
| 프란체스크 안토니 데 라 두에냐 이 시스네로스                              | 1797–1816          | 나폴레옹 1세                                        | 1806–1814          |
| 프란체스크 안토니 데 라 두에냐 이 시스네로스                              | 1797–1816          | 프랑스 국왕 (복위)                                  |                    |
| 프란체스크 안토니 데 라 두에냐 이 시스네로스                              | 1797–1816          | 부르봉가 (복위)                                     |                    |
| 프란체스크 안토니 데 라 두에냐 이 시스네로스                              | 1797–1816          | 루이 18세                                           | 1814–1815          |
| 프란체스크 안토니 데 라 두에냐 이 시스네로스                              | 1797–1816          | 프랑스인의 황제 (복위)                              |                    |
| 프란체스크 안토니 데 라 두에냐 이 시스네로스                              | 1797–1816          | 보나파르트가 (복위)                                 |                    |
| 프란체스크 안토니 데 라 두에냐 이 시스네로스                              | 1797–1816          | 나폴레옹 1세 (복위)                                 | 1815               |
| 프란체스크 안토니 데 라 두에냐 이 시스네로스                              | 1797–1816          | 나폴레옹 2세                                        | 1815               |
| 베르나트 프란케스 이 카발레로                                             | 1817–1824          | 프랑스 국왕 (복위)                                  | 프랑스 국왕 (복위) |
| 베르나트 프란케스 이 카발레로                                             | 1817–1824          | 부르봉가 (복위)                                     |                    |
| 베르나트 프란케스 이 카발레로                                             | 1817–1824          | 루이 18세 (복위)                                    | 1815–1824          |
| 보니파키 로페스 이 풀리도                                                 | 1824–1827          | 샤를 10세                                           | 1824–1830          |
| 시모 데 구아르디올라 이 호르토네다                                        | 1827–1851          | 샤를 10세                                           | 1824–1830          |
| 시모 데 구아르디올라 이 호르토네다                                        | 1827–1851          | 오를레앙가                                          |                    |
| 시모 데 구아르디올라 이 호르토네다                                        | 1827–1851          | 루이 필리프 1세                                     | 1830–1848          |
| 시모 데 구아르디올라 이 호르토네다                                        | 1827–1851          | 프랑스 제2공화국 대통령                             |                    |
| 시모 데 구아르디올라 이 호르토네다                                        | 1827–1851          | 루이나폴레옹 보나파르트                             | 1848–1852          |
| 시모 데 구아르디올라 이 호르토네다                                        | 1827–1851          | 프랑스인의 황제 (복위)                              |                    |
| 시모 데 구아르디올라 이 호르토네다                                        | 1827–1851          | 보나파르트가 (복위)                                 |                    |
| 시모 데 구아르디올라 이 호르토네다                                        | 1827–1851          | 나폴레옹 3세                                        | 1852–1870          |
| 호세프 카이할 이 에스트라데                                               | 1853–1879          | 나폴레옹 3세                                        | 1852–1870          |
| 호세프 카이할 이 에스트라데                                               | 1853–1879          | 프랑스 제3공화국 대통령                             |                    |
| 호세프 카이할 이 에스트라데                                               | 1853–1879          | 아돌프 티에르                                       | 1871–1873          |
| 호세프 카이할 이 에스트라데                                               | 1853–1879          | 파트리스 드 마크 마옹                               | 1873–1879          |
| 살바도르 카스냐스 이 파게스                                               | 1879–1901          | 쥘 그레비                                           | 1879–1887          |
| 살바도르 카스냐스 이 파게스                                               | 1879–1901          | 마리 프랑수아 사디 카르노                           | 1887–1894          |
| 살바도르 카스냐스 이 파게스                                               | 1879–1901          | 장 카시미르페리에                                   | 1894–1895          |
| 살바도르 카스냐스 이 파게스                                               | 1879–1901          | 펠릭스 포르                                         | 1895–1899          |
| 살바도르 카스냐스 이 파게스                                               | 1879–1901          | 에밀 루베                                           | 1899–1906          |
| 라몬 리우 이 카바네스                                                     | 1901               | 에밀 루베                                           | 1899–1906          |
| 토리비오 마르틴 (대행)                                                    | 1902               | 에밀 루베                                           | 1899–1906          |
| 주안 호세프 라구아르다 이 페놀레라                                        | 1902–1906          | 에밀 루베                                           | 1899–1906          |
| 호세프 푸자르김수 (대행)                                                  | 1907               | 아르망 팔리에르                                     | 1906–1913          |
| 후안 베늘로치 이 비보                                                     | 1907–1919          | 아르망 팔리에르                                     | 1906–1913          |
| 후안 베늘로치 이 비보                                                     | 1907–1919          | 레몽 푸앵카레                                       | 1913–1920          |
| 하우메 빌라드리치 이 가스파 (대행)                                        | 1919–1920          | 레몽 푸앵카레                                       | 1913–1920          |
| 후스티 구이타르트 이 빌라르데보                                           | 1920–1940          | 폴 데샤넬                                           | 1920               |
| 후스티 구이타르트 이 빌라르데보                                           | 1920–1940          | 알렉상드르 밀랑                                     | 1920–1924          |
| 후스티 구이타르트 이 빌라르데보                                           | 1920–1940          | 가스통 두메르그                                     | 1924–1931          |
| 후스티 구이타르트 이 빌라르데보                                           | 1920–1940          | 폴 두메르                                           | 1931–1932          |
| 후스티 구이타르트 이 빌라르데보                                           | 1920–1940          | 알베르 르브륑                                       | 1932–1940          |
| 리카르드 포르네사 (대행)                                                  | 1940–1943          | 프랑스 국가원수                                     | 프랑스 국가원수    |
| 리카르드 포르네사 (대행)                                                  | 1940–1943          | 필리프 페탱                                         | 1940–1944          |
| 라몬 이글레시아스 이 나바리                                               | 1943–1969          | 필리프 페탱                                         | 1940–1944          |
| 라몬 이글레시아스 이 나바리                                               | 1943–1969          | 프랑스 임시정부 주석                                |                    |
| 라몬 이글레시아스 이 나바리                                               | 1943–1969          | 샤를 드 골                                          | 1944–1946          |
| 라몬 이글레시아스 이 나바리                                               | 1943–1969          | 펠릭스 구앵                                         | 1946               |
| 라몬 이글레시아스 이 나바리                                               | 1943–1969          | 조르주 비돌                                         | 1946–1947          |
| 라몬 이글레시아스 이 나바리                                               | 1943–1969          | 프랑스 제4공화국 대통령                             |                    |
| 라몬 이글레시아스 이 나바리                                               | 1943–1969          | 뱅상 오리올                                         | 1947–1954          |
| 라몬 이글레시아스 이 나바리                                               | 1943–1969          | 르네 코티                                           | 1954–1959          |
| 라몬 이글레시아스 이 나바리                                               | 1943–1969          | 프랑스 제5공화국 대통령                             |                    |
| 라몬 이글레시아스 이 나바리                                               | 1943–1969          | 샤를 드 골                                          | 1959–1969          |
| 라몬 말라 칼 (대행)                                                       | 1969–1971          | 조르주 퐁피두                                       | 1969–1974          |
| 주안 마르티 이 알라니스                                                   | 1971–2003          | 조르주 퐁피두                                       | 1969–1974          |
| 주안 마르티 이 알라니스                                                   | 1971–2003          | 발레리 지스카르 데스탱                              | 1974–1981          |
| 주안 마르티 이 알라니스                                                   | 1971–2003          | 프랑수아 미테랑                                     | 1981–1995          |
| 주안 마르티 이 알라니스                                                   | 1971–2003          | 자크 시라크                                         | 1995–2007          |
| 주안엔리크 비베스 시실리아                                                | 2003–현임          | 자크 시라크                                         | 1995–2007          |
| 주안엔리크 비베스 시실리아                                                | 2003–현임          | 니콜라 사르코지                                     | 2007–2012          |
| 주안엔리크 비베스 시실리아                                                | 2003–현임          | 프랑수아 올랑드                                     | 2012–2017          |
| 주안엔리크 비베스 시실리아                                                | 2003–현임          | 에마뉘엘 마크롱                                     | 2017–현임          |